# Campionato Alagoano 2024
Il Campionato Alagoano 2024 è stata la 94ª edizione della massima serie del campionato alagoano. La stagione è iniziata il 20 gennaio 2024 e si è conclusa il 6 aprile successivo.

## Stagione

### Novità
Al termine della stagione 2023, è retrocesso in Segunda Divisão il Desportivo Aliança. È salito dalla Segunda Divisão il Penedense.

### Formato
Il torneo si svolge in due fasi: la prima è composta da un girone unico. Le prime quattro classificate di tale girone, accedono alla seconda fase che decreterà la vincitrice del campionato. L'ultima classificata retrocede in Segunda Divisão.
La formazione vincitrice e la finalista perdente, potranno partecipare alla Série D 2025, alla Coppa del Brasile 2025 e alla Copa do Nordeste 2025; la terza classificata, solo alla Copa do Nordeste e si contende un posto in Coppa del Brasile con la vincente della Copa Alagoas in uno spareggio in doppia gara.

## Risultati

### Prima fase
|  | Pos. | Squadra     | Pt | G | V | N | P | GF | GS | DR |
|  | ---- | ----------- | -- | - | - | - | - | -- | -- | -- |
|  | 1.   | CRB         | 16 | 7 | 5 | 1 | 1 | 8  | 4  | +4 |
|  | 2.   | ASA         | 14 | 7 | 4 | 2 | 1 | 11 | 7  | +4 |
|  | 3.   | CSE         | 12 | 7 | 3 | 3 | 1 | 11 | 8  | +3 |
|  | 4.   | Murici      | 10 | 7 | 2 | 4 | 1 | 7  | 5  | +2 |
|  | 5.   | CSA         | 8  | 7 | 2 | 2 | 3 | 7  | 9  | -2 |
|  | 6.   | Penedense   | 7  | 7 | 1 | 4 | 2 | 4  | 5  | -1 |
|  | 7.   | Coruripe    | 7  | 7 | 1 | 4 | 2 | 4  | 5  | -1 |
|  | 8.   | Cruzeiro-AL | 0  | 7 | 0 | 0 | 7 | 2  | 11 | -9 |

Legenda:
      Ammessa alla seconda fase.
      Retrocesse in Segunda Divisão 2025
Note:
Tre punti a vittoria, uno a pareggio, zero a sconfitta.

### Seconda fase
|  | Semifinali | Semifinali | Semifinali | Semifinali | Semifinali |  |  | Finale | Finale | Finale | Finale | Finale |  |
|  |            |            |            |            |            |  |  |        |        |        |        |        |  |
|  | 3          | CSE        | 1          | 0          | 1          |  |  |        |        |        |        |        |  |
|  | 2          | ASA        | 1          | 2          | 3          |  |  | 2      | ASA    | 0      | 1      | 1      |  |
|  | 4          | Murici     | 1          | 0          | 1          |  |  | 1      | CRB    | 1      | 3      | 4      |  |
|  | 1          | CRB        | 2          | 3          | 5          |  |  |        |        |        |        |        |  |

### Spareggio Coppa del Brasile
Allo spareggio Coppa del Brasile viene ammessa la terza classificata nella classifica generale e la vincente della Copa Alagoas 2024.
|     | Risultati |     | Luogo e data                       |
| --- | --------- | --- | ---------------------------------- |
| CSE | 0 - 2     | CSA | Palmeira dos Índios, 7 aprile 2024 |
| CSA | 1 - 2     | CSE | Maceió, 12 aprile 2025             |
|     |           |     |                                    |